# Княжество Музаки

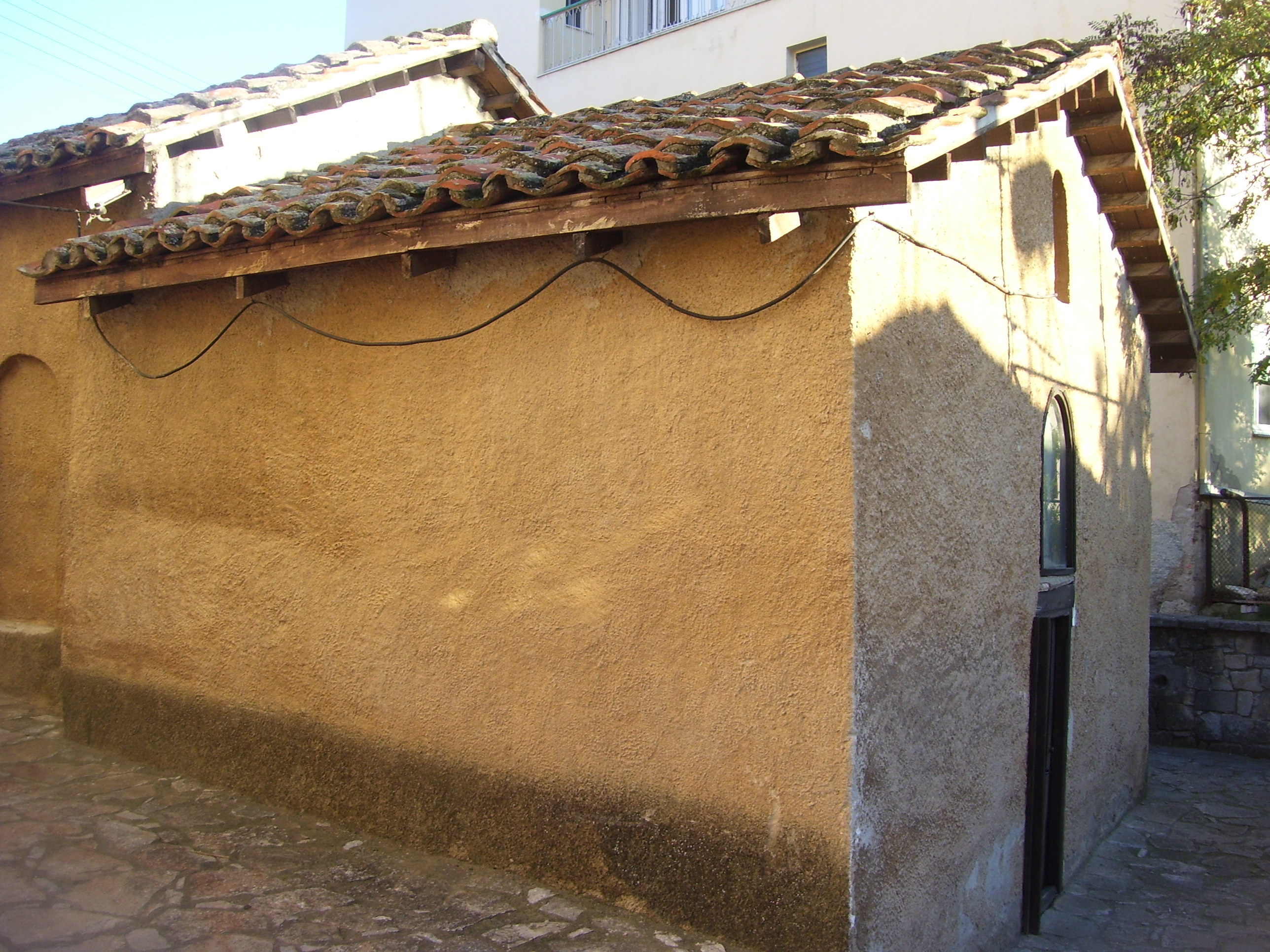
Церковь св. Афанасия Музаки в Кастории

Княжество Музаки или Княжество Берат (1335—1444) было создано деспотом Андреа II Музаки в 1335 году. Его столицей был город Берат.

## История
В 1432 году Герг Арианити создал независимое Княжество Арианити с центром в Берате. Княжество Музаки вместе с другими албанскими землями входило в Лежскую лигу, созданную в 1444 году.

## Князья
- Андреа II Музаки (1335—1372)
- Теодор I Музаки (1372—1389)
- Теодор II Музаки (1389—1417)
- Теодор III Музаки (1417—1444)